# 제2회 영국 아카데미 영화상
제2회 영국 아카데미 영화상은 1948년 최고의 영화를 기리기 위해 1949년 5월에 열린 시상식이다. 영국 영화 텔레비전 예술 아카데미(BAFTA, 당시 영국 영화 아카데미)가 1949년 5월 29일에 수여했으며, 영국 최고의 1948년 영화들에 수여되었다. 최우수 다큐멘터리, 영화 특별상, "유엔 헌장의 원칙 중 하나 이상을 구현한 최고의 영화"에 대한 유엔상 등 3개의 새로운 상이 수여되었다. 영국 영화 '몰락한 우상'과 '햄릿 (1948년 영화)'은 각각 최우수 영국 영화상과 최우수 작품상을 수상했다.

## 수상

### 작품상
- 햄릿 수상

### 알렉산더 코다 상
- 몰락한 우상

## 같이 보기
- 제6회 골든 글로브상
- 제22회 아카데미상